# بن أسكرين
بن أسكرين (بالإنجليزية: Ben Askren؛ مواليد 18 يوليو 1984) هو مُقاتل فنون قتالية مختلطة ومُصارع هواة أمريكي.

## وصلات خارجية
- بن أسكرين على موقع يو إف سي (الإنجليزية)
- بن أسكرين على موقع بيلاتور (الإنجليزية)
- بن أسكرين على موقع شيردوغ (الإنجليزية)
- بن أسكرين على موقع Tapology.com (الإنجليزية)
- بن أسكرين على موقع قاعدة بيانات المصارعة الدولية (الإنجليزية)
- بن أسكرين على موقع أوليمبيديا (الإنجليزية)
- بن أسكرين على موقع IMDb (الإنجليزية)
- بن أسكرين على موقع قاعدة بيانات الفيلم (الإنجليزية)